# Walentin Chorell

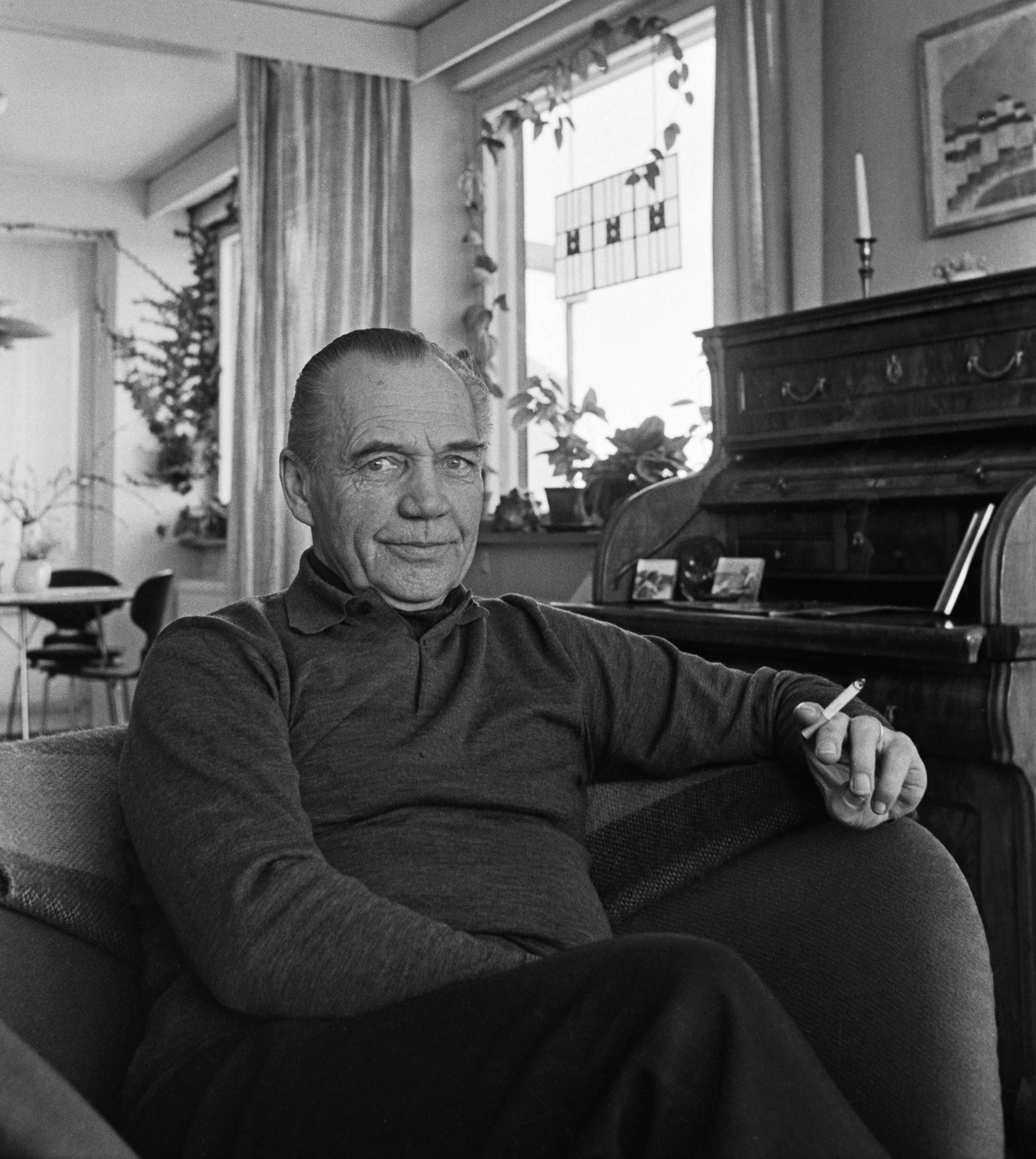
Walentin Chorell, 1972

Walentin Chorell (* 8. April 1912 in Turku, Finnland; † 18. November 1983 in Helsinki) war ein finnlandschwedischer Schriftsteller und Drehbuchautor.

## Leben und Wirken
Chorells Eltern waren der Kellner Karl Chorell (Stiefvater) und dessen Frau Elisabeth Sundqvist. Er studierte von 1931 bis 1934 Psychologie und arbeitete danach als Lehrer und Dozent. 1940 heiratete er Ethel Bremer.
1941 veröffentlichte er seinen ersten Gedichtband, Vinet och lägeln. Seinen Durchbruch als Schriftsteller hatte er aber erst 1949 mit dem Drama Fabian öppnar portana, das 1952 auch verfilmt wurde. Weitere Dramen folgten, außerdem schrieb er auch Romane, Hörspiele und Drehbücher. Seine Hauptpersonen sind häufig Außenseiter, die an Alkoholismus oder psychischen Störungen wie Schizophrenie leiden.

## Werke (Auswahl)

### Lyrik
- Vinet och lägeln (1941)

### Dramen
- Fabian öppnar portana (1949)
- Madame (1952)
- Systrarna (1955)
- Gräset (1959)
- Kattorna (1961)
- Linjerna (1970)

### Romane
- Intim Journal (1951)
- Miriam (1954)
- Främlingen (1956)
- Kvinnan (1958)
- Agneta och lumpsamalaren (1968)

### Hörspiele
- Dialog vid ett fönster (1949)
- Kvinnors hus (1951)
- Andrea Sölfverne (1957)